# Val Poschiavo

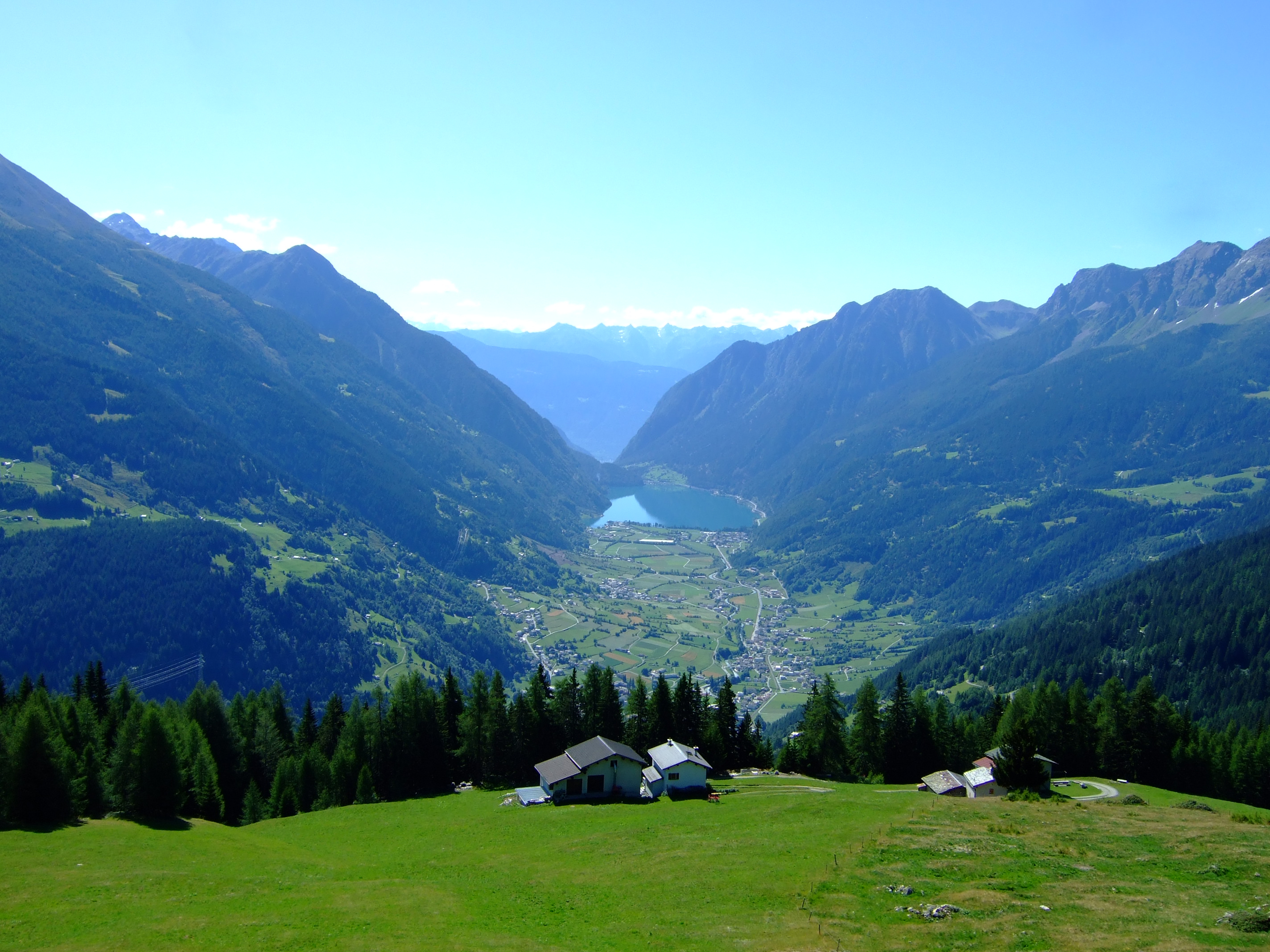
Part central de la vall amb el Llac de Poschiavo

Val Poschiavo (Llombard: Pus'ciaf, alemany: Puschlav) és una vall de parla italiana del sud del cantó suís dels Grisons. La seva principal ciutat és Poschiavo. El massís de la Bernina es troba a la part oest de la vall.

## Geografia
A Val Poschiavo s'hi arriba per la part superior de la vall Engiadina al nord mitjançant el Coll de la Bernina (Passo del Bernina) i per la banda de l'estat italià via el coll de Livigno. La vall s'estreny cap al sud acabant al poble de Campocologno al final de la vall, directament a la frontera amb la ciutat italiana de Tirano. Per sota del coll de Bernina, la vall de muntanya de Val da Camp porta cap al coll de Val Viola al nord-est.
La vall és travessada pel riu Poschiavino, que hi flueix a través del Llac de Poschiavo. Llacs més petits de la vall inclouen el Lago Bianco, Lago di Saoseo, i Lago di Val Viola. De nord a sud, la vall baixa d'una altitud de 2,300 a 550 m, passant a través de zones altitudinals diferents. Les muntanyes al voltant del massís de la Bernina i dels Alps de Livigno incloent el Piz Palü, (3,901 m), Piz Cambrena, (3,606 m), Piz Varuna (3,453 m) i Piz Lagalb (2,959 m).

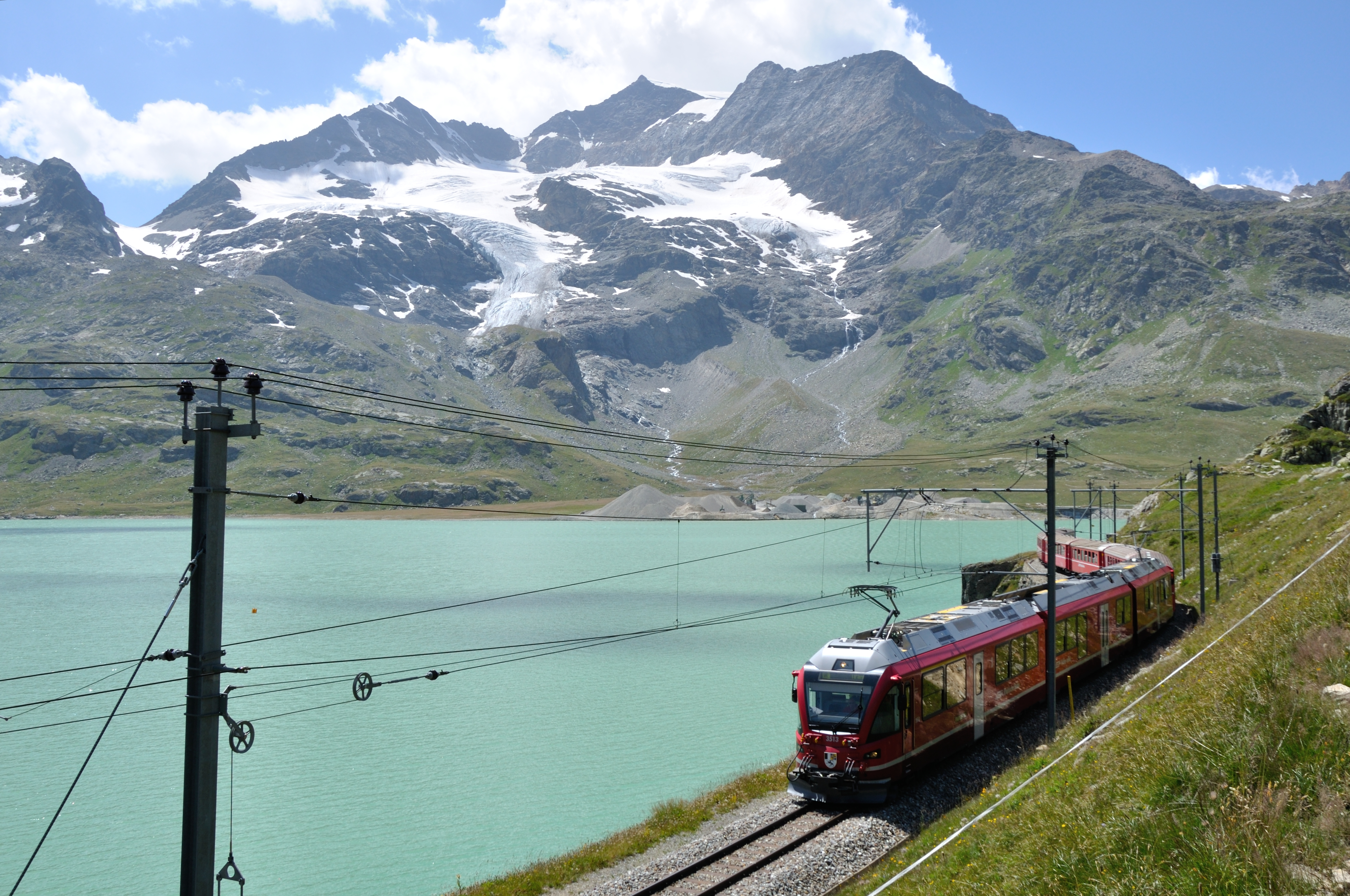
Pas del tren Bernina Express al costat del Lago Bianco prop de l'estació Ospizio Bernina

El ferrocarril de la Bernina, de Tirano cap a la regió de Pontresina i St. Moritz pel Coll de la Bernina, és l'únic enllaç de tren entre Itàlia i la Suïssa oriental. Una branca del Ferrocarril Rètic de via estreta, és el ferrocarril d'adherència de més alçada d'Europa juntament amb el Ferrocarril Albula i Patrimoni UNESCO de la Humanitat d'ençà 2008.
Els dos municipis de Val Poschiavo, Poschiavo i Brusio, formen la Regió de Bernina al cantó dels Grisons. Pobles i llogarrets de la vall, alguns amb noms en la llengua Llombarda local, són: Miralago, La Rasiga, Campascio, Zalende, Viano, Cavaione, Campocologno, Prada, San Carlo, Privilasco, Sant'Antonio, Annunziata, Pagnoncini, Cantone, Li Curt, Sfazù, Müreda, Motta, Cologna, Cavaglia, Pedecosta i Angeli Custodi.

## Senderisme
La Vall de Poschiavo i el Massís de la Bernina formen part de la ruta Alpina.